# Висловлювання (логіка)
Висловлювання — речення, що виражає судження. Якщо судження, що становить зміст (сенс) деякого висловлювання, є істинним, то і про це висловлювання кажуть, що воно істинне. Подібним чином помилковим називають таке висловлювання, яке є вираженням помилкового судження. Істинність та хибність називаються логічними, або істинними, значеннями висловлювань.
Висловлення повинне бути розповідним реченням. Висловлювання зазвичай протиставляються наказовим, питальним та будь-яким іншими реченням, оцінка істинності чи хибності яких неможлива.

## Висловлення та судження
Одне і те ж судження може бути виражене в різних мовах і в різних знакових формах в межах однієї мови. Коли судження розглядається у зв'язку з якоюсь конкретною формою його мовного вираження, воно називається висловлюванням. Термін «судження» вживають, коли відволікаються від того, яка саме його знакова форма.

## Види висловлювань
Логічні висловлювання прийнято поділяти на складові (або складні) та елементарні. Складові логічні висловлювання — висловлювання, що містять логічні постійні. Складові висловлювання будуються на основі інших висловлювань. Логічне значення складного висловлювання визначається логічним значенням висловлювань і тими логічними постійними, за допомогою яких воно побудовано, що входять до його складу .
Елементарні логічні висловлювання — це висловлювання, що не належать до складових. Прикладом елементарного висловлювання може служити 5 < 7. Прикладом складеного логічного висловлювання може служити якщо 5 < 7, то 5 — парне число.

## Логічні постійні
Логічна постійна (логічна константа, логічна операція) — назва терміна, що зберігає одне і те ж значення у всіх висловлюваннях і не залежного від конкретного змісту висловлювання. Логічні постійні використовуються для з'єднання простих висловлювань у складні. Логічні постійні діляться на квантори та логічні сполучники (зв'язки). Слова: ні; невірно, що; і; або; якщо…, то; тоді і лише тоді, коли; або…, або; несумісно; ні…, ні; не…, але; але та їх найближчі синоніми є логічними зв'язками, слова для всіх… має місце, що; для деяких… має місце, що та їх найближчі синоніми є кванторами. Логічні постійні слугують як для вираження думок в повсякденних міркуваннях, так і в наукових доказах.
В математичній логіці логічні постійні позначаються такими символами:
- {\displaystyle \forall } — логічні постійні усі, для всіх… має місце, що (квантор загальності);
- {\displaystyle \exists } — логічні постійні існує такий, що…, для деяких… має місце, що (квантор існування);
- {\displaystyle \land }, {\displaystyle \And } — сполучник і (кон'юнкція);
- {\displaystyle \vee } — сполучник «або», коли він виступає в сполучно-розділовому значенні (диз'юнкція);
- {\displaystyle {\dot {\vee }}}, {\displaystyle \vee \vee } — сполучник «або», коли він виступає в суворо-розділовому виключаючому значенні (диз'юнкція);
- {\displaystyle \rightarrow }, {\displaystyle \supset } — сполучник якщо…, то (імплікація);
- {\displaystyle \neg } — слова ні, невірно (заперечення).

## Логічний підмет та логічний присудок
Логічний підмет — те, про що йдеться в реченні (висловлюванні), те, до чого належать твердження або заперечення, що містяться в реченнях. Логічний присудок — інформація про логічний підмет, міститься в реченні (висловлюванні).
Роль логічних підметів грають прості та складні імена, роль логічних присудків — предикатори. До останніх належать властивості та відношення.

## Форми висловлювань
Висловлювальною формою (формою висловлювання, предикатом) називається неповне логічне висловлювання, в якому один з об'єктів замінюється предметною змінною. При підстановці замість такої змінної якого-небудь значення висловлювальна форма перетворюється на висловлювання. Як предметні змінні в природній мові виступають загальні імена, що представляють класи предметів та замінні в формалізованих мовах спеціальними символами. Форма схожа з висловлюванням, однак вона не істинна і не помилкова (невизначено-істинна), оскільки невідомо, до чого відноситься твердження чи заперечення.
Форма висловлювання вимагає доповнення, чи відноситься твердження або заперечення в судженні до всіх або не до усіх предметів того класу, який представляє дане загальне ім'я. Функцію таких покажчиків виконують явно виражені або ті, що маються на увазі квантори. Не можна оцінювати як істинне або помилкове таку висловлювальну форму, як Людина — справедлива. Наведена фраза аналогічна висловом y — справедливий. Із зазначеної форми можна отримати вислів, замінивши загальне ім'я одиничним: Іванов — справедливий, або ввівши квантори: Деякі люди справедливі. Висловлювання, що використовують квантори, висловлюють множинні — загальні та приватні — судження.
Форми висловлювань можуть містити дві і більше предметні змінні. Такі форми висловлювань визначають класи впорядкованих пар, трійок, четвірок і т. д. предметів, які задовольняють або не задовольняють умовам форми висловлювання. Наприклад, за допомогою форми x старше ніж y з множини всіх людей можна виділити клас впорядкованих пар, які пов'язані відношенням старше ніж. Висловлювання, що отримуються з таких форм висловлювань, виражають так звані судження про відношення. Саме висловлювання в такому випадку містить кілька логічних підметів.